# Bullycide

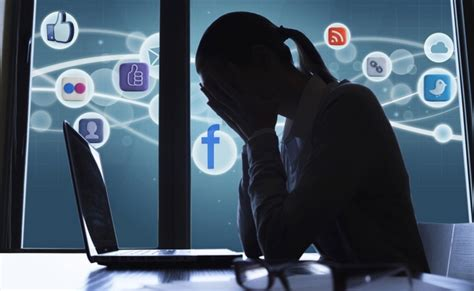

Bullycide (ou bulicídio) é uma palavra-valise utilizada originalmente em 2001, por Neil Marr e Tim Field no livro Bullycide: Death at Playtime. O termo refere-se a um suicídio atribuído a uma pessoa que sofreu bullying, tanto pessoalmente quanto por cyberbullying.
Bulicídio também pode ser um assassinato que teve o bullying como causa. O termo se tornou popular após uma série de suicídios que ocorreram nos Estados Unidos em 2010 por conta de bullying, apesar de o termo também já ter sido utilizado previamente em diversos trabalhos bibliográficos.
Várias celebridades apoiaram a causa contra o bulicídio, entre elas Lady Gaga e Kim Kardashian.

## Casos famosos de bulicídio
- Amanda Todd
- Megan Meier
- Phoebe Prince
- Seung-Hui Cho
- Tyler Clementi
- Guilherme Taucci Monteiro
- Luiz Henrique de Castro
- Rehtaeh Parsons
- Ryan Patrick Halligan
- Wellington Menezes de Oliveira
- Ammy 'Dolly' Everett[15][16][17][18]
- Karina Saifer[19][20][21]
- Hannah Smith[22][23]
- Francis Lapointe (Frank Wolf)
- Bethany Thompson[24][25][26][27]